# Carta internazionale dei dati aperti
La Carta internazionale dei dati aperti (in inglese: International Open Data Charter; in francese: Charte internationale sur le données ouvertes; in spagnolo: Carta internacional de datos abiertos) è una convenzione internazionale che contiene principi e buone pratiche concernenti il rilascio di dati aperti da parte di enti governativi.

## Principi
La Carta impegna i governi aderenti al rilascio dei dati che deve rispettare questi 6 principi:
- aperto per principio (Open by default)
- opportuno e completo
- accessibile e usabile
- comparabile e interoperabile
- per aumentare la Governance e la partecipazione dei cittadini
- per lo sviluppo inclusivo e l'innovazione

## Governi aderenti
La Carta è stata sottoscritta inizialmente da 17 governi nazionali e locali durante l'incontro globale sull'Open Government Partnership a Città del Messico nell'ottobre 2015. Il documento è stato sottoscritto inizialmente dai governi nazionali di Cile, Corea del Sud, Guatemala, Filippine Francia, Italia, Messico, Regno Unito e Uruguay, oltre che dalle città di Buenos Aires, Minatitlán, Puebla, Veracruz,  Montevideo, Reynosa, Xalapa e lo stato messicano di Morelos..
All'ottobre 2016 la Carta internazionale dei dati aperti è stata adottata da 41 governi, di cui 16 nazionali e 25 subnazionali o locali.

### Governi nazionali
- Argentina
- Cile
- Colombia
- Costa Rica
- Filippine
- Francia
- Guatemala
- Italia
- Messico
- Panama
- Paraguay
- Sierra Leone
- Corea del Sud
- Ucraina
- Regno Unito
- Uruguay

### Governi locali
- Buenos Aires
- Dipartimento di Nariño
- Quito
- Stato di Colima
- Guadalajara
- Guadalupe
- Hermosillo
- Jiutepec
- Mérida
- Stato del Messico
- Minatitlán
- Morelia
- Stato di Morelos
- Monterrey
- Stato di Nuevo León
- Puebla
- Reynosa
- Saltillo
- Torreón
- Veracruz
- Xalapa
- San Isidro
- Madrid
- Saragozza
- Montevideo